# Upton Sinclair
Upton Beall Sinclair Jr. (Baltimore, Maryland, 1878. szeptember 20. – Baltimore, Maryland, 1968. november 25.) amerikai Pulitzer-díjas regényíró, több műfajban közel száz könyvet írt.

## Élete
Sinclair a Maryland állambeli Baltimore-ban született Upton Sinclair Beall szeszesital ügynök és Priscilla Harden gyermekeként. Apja alkoholizmusa beárnyékolta fia gyermekkorát. Családjuk nagyon elszegényedett. Az édesanyja mélyen vallásos volt és ellenszenvvel viseltetett az alkohol, tea és kávé iránt. Idősebb korában anyja szigorú szabályai és uralkodó magatartása miatt Sinclair nem boldogult vele. Sinclair azt mondta a fiának, Dávidnak hogy 16 éves kora táján úgy döntött: megszakítja anyjával a kapcsolatot, és távol is maradt tőle 35 évig, mivel ha találkoznának, rögtön elkezdődne a vita. 
Anyja tehetős családból származott. Szülei nagyon tehetős Baltimore-beli polgárok voltak, míg húga milliomoshoz ment férjhez. Sinclairnek gazdag nagyszülei voltak, gyakran tartózkodott náluk. Ez adott neki betekintést úgy a gazdagok, mint a szegények életébe is a XIX. század vége felé. Mivel életre két különböző társadalmi réteghez fűződő tapasztalat gyakorolt hatást, ez nagyban befolyásolta a könyveit. Apjának családja is nagy tekintélyű család volt délen, ám az amerikai polgárháború és az utána következő rekonstrukció ideje alatt a család felélte vagyonát és tönkrementek.

## Művei
- (1901) Springtime and Harvest.
- (1903) The Journal of Arthur Stirling.
- (1903) Prince Hagen.
- (1904) Manassas.
- (1906) A Captain of Industry.
- (1906) A mocsár The Jungle Magyarul a könyv dr. Braun Soma fordításában a Nova Irodalmi Intézet gondozásában jelent meg 1934-ben.
- (1917) King Coal.
- (1919) The Brass Check.
- (1920) 100% – The Story of a Patriot, magyar nyelven 100% Egy hazafi története címen jelent meg 1978-ban az Európa Könyvkiadó gondozásában, Déri György fordításában.
- (1923) The Goose Step.
- (1927) Petróleum Oil, Magyar nyelven 1944-ben a General Press Könyvkiadó gondozásában dr. Braun Soma fordításában jelent meg.
- (1928) Boston.
- (1930) Mountain City.
- (1930) Mental Radio.
- (1931) Római látomás Roman Holiday B. Karinthy Emy fordításában.
- (1931) The Way Out.
- (1934) The Book of Love.
- (1937) A tragacskirály The Flivver King Vértes Jenő fordításában.
- (1938) Our Lady.
- (1939) Marie Antoinette.
- (1940) Letűnt világ Lenny Budd-World's End, Gaál Andor és Takács Gizella fordításában.
- (1941) Két világ között Between Two Worlds. Magyar nyelven Renaissance Könyvkiadóvállalat gondozásában Braun Soma fordításában jelent meg 1945-ben.
- (1942) Dragon's Teeth.
- (1943) Wide Is the Gate.
- (1944) Az elnök ügynöke The Presidential Agent. Magyar nyelven Nova Irodalmi Intézet gondozásában jelent meg Braun Soma fordításában.
- (1945) Dragon Harvest.
- (1946) Megnyerhetitek a világot A World to Win. Fordította Gergely Janka. Magyarul a könyv 1949-ben, a Nova Irodalmi Intézet gondozásában jelent meg.
- (1947) A Presidential Mission.
- (1948) One Clear Call.
- (1949) O Shepherd, Speak!.
- (1953) The Return of Lanny Budd.

## Magyarul

### 1919-ig
- A posvány. Regény; ford. Baross Károlyné; Pátria Ny., Bp., 1907
- Az ipar-báró; ford. Baross Károlyné; Pátria, Bp., 1908
- Az elítélt. Regény; ford. Schöner Dezső; Athenaeum, Bp., 1913 (Modern könyvtár)
- Kutató Sámuel. Regény; ford. Schöner Dezső; Népszava, Bp., 1913
- Az iparbáró. Egy amerikai milliomos életének története; ford. Sárosi Bella; Athenaeum, Bp., 1915 (Modern könyvtár)
- Parázna pénz; ford. Halasi Andor; Kultúra, Bp., 1918 (A Kultúra regénytára)

### 1920–1944
- 100%; ford. V. Nagy Kornél; Saly, Bp., 192? (Angol-amerikai irodalom remekei)
- Szén őfelsége. A bánya regénye, 1-2.; ford. Bodó Pál, Sas László; Kultúra, Bp., 1920 (A Kultúra regénytára)
- Jimmie Higgins. Regény; ford. Franyó Zoltán; Bécsi Magyar Kiadó, Bécs, 1923
- A szerelem zarándokútja. Regény; ford. Fried Jenő; Munkás Könyvkereskedés, Kosice, 1924
- Az ács fiának hívnak... Regény; ford. V. Nagy Kornél; Népszava, Bp., 1925 (Angol-amerikai irodalom remekei)
- Az özönvíz után. Komédia a kétezredik évből; ford. Braun Soma; Népszava, Bp., 1928
- Petróleum, 1-2.; ford. Braun Soma; Saly, Bp., 1928
- Hajsza a pénz után; ford. Braun Soma; Nova, Bp., 1933
- A mocsár; ford. Braun Soma; Nova, Bp., 1934
- Római látomás. Regény; ford. B. Karinthy Emmy; Nova, Bp., 1934
- Alkohol; ford. B. Karinthy Emmy; Nova, Bp., 1935
- Upton Sinclair önéletrajza; ford. Benamy Sándor; Epocha, Bp., 1938
- Upton Sinclair irodalomtörténete; ford. Benamy Sándor; Epocha, Bp., 1938
- Letűnt világ. Regény; ford. Gaál Andor, Takács Gizella; Renaissance, Bp., 1942
- A szerelem kálváriája. Regény; ford. Kollár Ferenc [Sándor Pál]; Európa, Bp., 1942
- Upton Sinclair: Letűnt világ; szövegrajzok Jeges Ernő / Kerekesházy József: A trianoni béketárgyalások – magyar szemmel; Stádium Ny., Bp., 1943 (Nemzeti könyvtár)
- A tragacskirály. Ford-Amerika regénye; ford. Vértes Jenő; Fővárosi Könyvkiadó, Bp., 1944
- Acél; ford. Tábori Kornél, Sándor János; Nova, Bp., 1944
- Munka nélkül. Regény; ford. Sándor János, Tábori Kornél; Nova, Bp., 1944

### 1945–
- Arat a sárkány, 1-2.; ford. Gergely Janka; Nova–Lincolns Prager, Bp.–London, 1945
- Jimmie Higgins; ford. Tábori Mihály; Nova, Bp., 1945
- Két világ között. Regény, 1-2.; ford. Máthé Elek; Renaissance, Bp., 1945
- A sárkány fogai, 1-2.; ford. Gergely Janka; Nova–Lincolns Prager, Bp.–London, 1946
- Rabszolgák. Regény; ford. Sándor Pál; Nova, Bp., 1946
- Amerikai előörs; ford. Benamy Sándor; Epocha-Csokonai, Bp., 1947
- Tág a kapu, 1-2.; ford. Gergely Janka; Nova–Lincolns Prager, Bp.–London, 1947
- Az elnök ügynöke, 1-2.; ford. Gergely Janka; Nova–Lincolns Prager, Bp.–London, 1947
- Bihari Klára: Kutató Sámuel. Színmű; Upton Sinclair nyomán; Kultúra Szövetkezet, Bp., 1948 (Budapesti színházak műsora)
- A mindenható pénz; ford. Halasi Andor; Nova, Bp., 1948
- Amerikai házasság. Regény; ford. Kilényi Mária; Szikra, Bp., 1949
- Jimmie Higgins. Regény; ford. Franyó Zoltán; Bratsztvo-Jedinsztvo, Noviszád, 1949
- Megnyerhetitek a világot, 1-2.; ford. Gergely Janka; Nova, Bp., 1949
- A szerelem tövises útja; ford. Ábel Olga, Benamy Sándor, versford. Vidor Miklós, bev. Lutter Tibor; Táncsics, Bp., 1958 (Táncsics könyvtár)
- 100%. Egy hazafi története. Regény; ford. Déri György, utószó Vásárhelyi Miklós; Európa, Bp., 1964 (Milliók könyve)
- Manó-mobil, Meseregény; ford. Tandori Dezső, ill. Réber László; Móra, Bp., 1973
- Olaj!; ford. Prekop Gabriella; Európa, Bp., 1979
- Upton Sinclair bemutatja: William Fox. Hollywood és a 20th Century Fox magyar alapító atyjának életrajza először magyarul; ford. Kovács Dominika, Takó Sándor; FilmHungary, Bp., 2020 (Magyarok Hollywoodban könyvsorozat)